# Чалдиранська битва
Чалдиранська битва (тур. Çaldıran savaşı, перс. جنگ چالدران) — битва, що відбулась 23 серпня 1514 року між сефевідською та османською арміями у Чалдирані (на північний схід від озера Ван) під час османсько-перських війн за контроль над Вірменським нагір'ям, Закавказзям та Межиріччям. Завершилась перемогою армії Османської імперії та подальшим її вступом до столиці Сефевідів, Тебриза, де вони, однак, не змогли утриматись і були змушені відступити.

## Перебіг битви

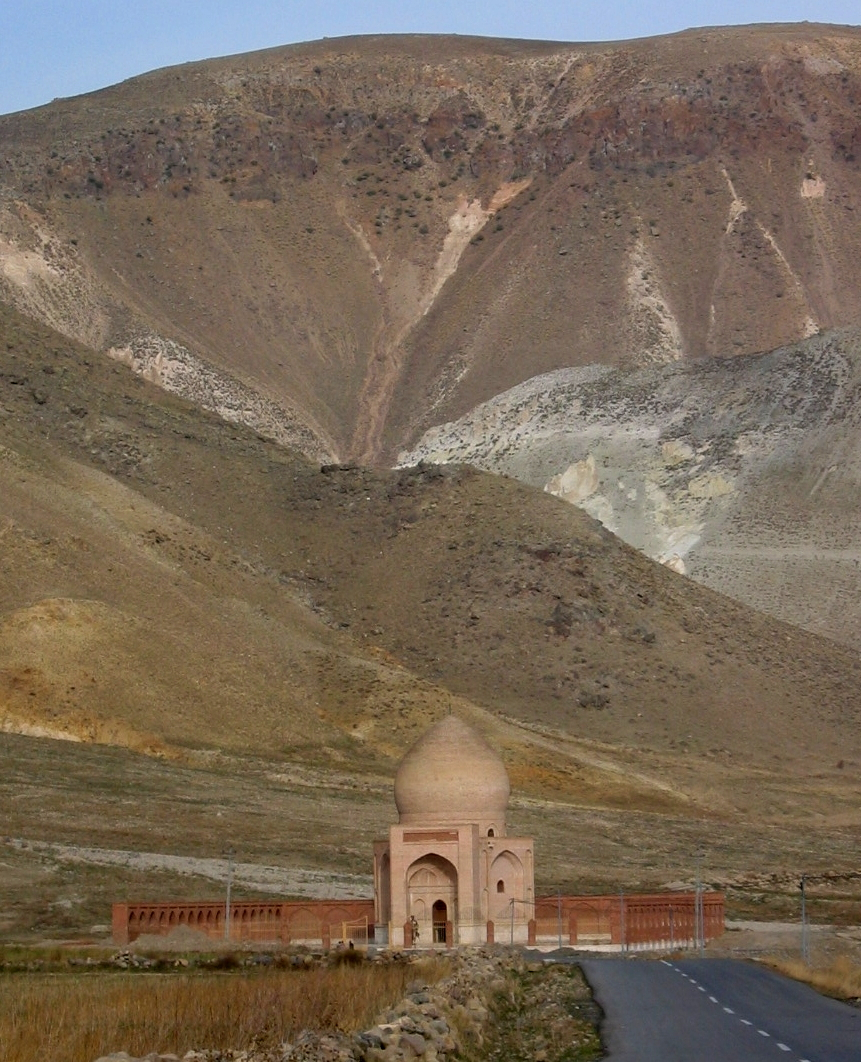
Пам'ятний монумент на місці Чалдиранської битви, встановлений 2003 року

Битва почалась з атаки турецьких яничар. У відповідь Ісмаїл I наказав відбити атаку важкою кіннотою — джангевар. Сам Ісмаїл особисто бився проти османського полководця Малкочоглу Балі-бея. Сефевідська важка кавалерія зім'яла яничар, але на підтримку піхоті турки вислали свою важку кавалерию — сипахів. Ті не змогли зупинити атаку джангеварів і були розбиті. Ситуація на тому етапі битви складалась на користь Сефевідів.
Далі Ісмаїл I наказав усій армії атакувати турецькі позиції. На чолі його армії йшла важка кавалерія. Утім, уже прорвавши лави противника, важка кіннота Сефевідів виявилась безсилою проти ураганного вогню турецької артилерії, яка буквально розстріляла й викосила лави кавалерії, не дозволивши їм далі займати позиції турецьких військ. Знищення важкої кавалерії, що була у тій битві головною силою Сефевідів, фактично вирішило результат битви, оскільки легка кіннота і піхота не відігравали значної ролі й були нездатними конкурувати з корпусом яничар. Нова загальна атака військ турків призвела до поразки Сефевідів.